# Нагано, Кент
Кент Нага́но (англ. Kent Nagano, 22 ноября 1951, Беркли (Калифорния)) — американский дирижёр японского происхождения.

## Биография
Отец — архитектор и математик, мать — микробиолог и пианистка.
Изучал социологию и музыку в Калифорнийском университете Санта-Круз и Сан-Франциско.
В 1978—2007 — дирижёр Симфонического оркестра Беркли.
В 1988—1998 — музыкальный директор Национальной оперы в Лионе.
В 2000—2006 — главный дирижёр Немецкого симфонического оркестра в Берлине.
С 2006 — музыкальный директор Монреальского симфонического оркестра и Баварской государственной оперы.
С 2015 года — главный дирижёр Гамбургского филармонического оркестра.

## Репертуар
В репертуаре Нагано — европейская музыка XVIII—XX веков — от В. А. Моцарта и Л. ван Бетховена до П. Этвёша, К. Саариахо, Дж. Л. Адамса и Чин Ынсук. Исполнял сочинения О. Мессиана, состоял в переписке с композитором.